# Campanha das terras virgens

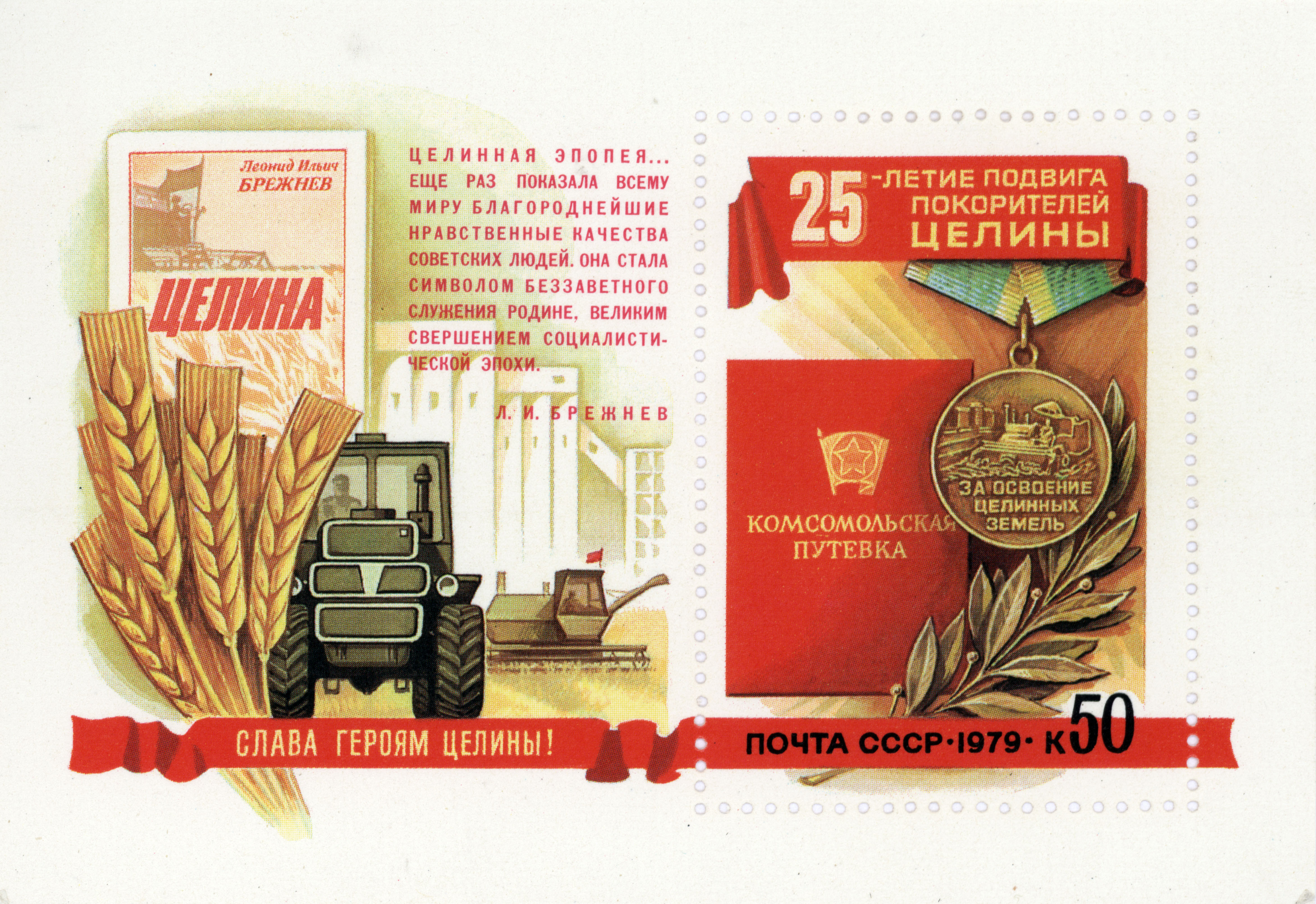
Selo postal da URSS de 1979, celebrando o 25º aniversário da campanha.

A campanha das terras virgens (em russo:  Освое́ние целины́, Osvoyeniye tseliny, lit. 'reclamação de tselina') foi o plano de 1953 de Nikita Khrushchev para aumentar drasticamente a produção agrícola da União Soviética a fim de aliviar a escassez de alimentos que assola a população do país.

## História
Em setembro de 1953, um grupo do Comitê Central - composto por Khrushchev, dois assessores, dois editores do Pravda e um especialista agrícola - reuniu-se para determinar a gravidade da crise agrícola na União Soviética. No início de 1953, Georgy Malenkov recebeu crédito por introduzir reformas para resolver o problema agrícola no país, incluindo o aumento dos preços de aquisição que o Estado pagava pelos fornecimentos de fazendas coletivas, redução de impostos e incentivo a parcelas individuais de camponeses. Khrushchev, irritado com o fato de Malenkov ter recebido crédito pela reforma agrária, apresentou seu próprio plano agrícola. O plano de Khrushchev ampliou as reformas que Malenkov havia iniciado e propôs a lavoura e o cultivo de 13 milhões de hectares (130.000 km²) de terras anteriormente não cultivadas em 1956. As terras alvejadas incluíam áreas na margem direita do rio Volga, o norte do Cáucaso, o oeste da Sibéria e o norte do Cazaquistão. O primeiro secretário do Partido Comunista do Cazaquistão na época do anúncio de Khrushchev, Zhumabay Shayakhmetov, minimizou os rendimentos potenciais das terras virgens no Cazaquistão: ele não queria terras do Cazaquistão sob controle russo. Molotov, Malenkov, Kaganovich e outros membros importantes do PCUS expressaram oposição à campanha. Muitos viam o plano como economicamente ou logisticamente inviável.
Em vez de oferecer incentivos aos camponeses que já trabalham em fazendas coletivas, Khrushchev planejava recrutar trabalhadores para as novas "terras virgens", anunciando a oportunidade como uma aventura socialista para a juventude soviética. Durante o verão de 1954, 300.000 voluntários de Komsomol viajaram para as terras virgens. Após o rápido cultivo e a excelente colheita de 1954, Khrushchev elevou a meta inicial de 13 milhões de novos hectares de terra cultivada em 1956 para entre 28 e 30 milhões de hectares (280.000 a 300.000 km²). Entre os anos de 1954 e 1958, a União Soviética gastou 30,7 milhões de rublos na campanha e, durante o mesmo período, o Estado soviético adquiriu 48,8 bilhões de rublos em grãos. De 1954 a 1960, a área total de terra plantada na URSS aumentou em 46 milhões de hectares, com 90% do aumento devido à campanha das terras virgens.
No geral, a campanha conseguiu aumentar a produção de grãos e aliviar a escassez de alimentos a curto prazo. A enorme escala e o sucesso inicial da campanha foram um feito histórico. No entanto, as grandes flutuações na produção anual de grãos, o fracasso da campanha em superar a produção recorde de 1956 e o declínio gradual dos rendimentos após 1959 marcaram o projeto como um fracasso e certamente ficaram aquém da ambição de Khrushchev de ultrapassar a produção estadunidense de grãos em 1960.